# ژان لامار
ژان لامار (زادهٔ ۱۹۴۵) هنرمند و کنشگر اهل کالیفرنیاست. او آثاری چون نقاشی‌های دیواری، چاپ، دیوراما، مجسمه و چیدمان‌های تعاملی خلق می‌کند. او یکی از شهروندان ثبت‌شدهٔ رزرو سرخ‌پوستی سوزان‌ویل است.

## سال‌های نخست زندگی
ژان لامار در سوزان‌ویل، کالیفرنیا به دنیا آمد و نام Pahime Gutne (دختر گل بنفش) به او داده شد. خانواده‌اش فقیر بودند. او نخستین نقاشی دیواری‌اش را در کلاس چهارم با عنوان «سر فرانسیس دریک در حال مسیحی‌کردن سرخ‌پوستان» خلق کرد و این تجربه برایش معنادار بود. او در مدرسه از سوی معلمانش با نژادپرستی مواجه شد و مجبور بود فعالیت‌های هنری‌اش را در خانه از پدرش پنهان کند، چون پدرش می‌خواست او شغلی عملی‌تر دنبال کند.

## تحصیلات
لامار از سال ۱۹۷۰ تا ۱۹۷۳ در کالج شهری سن‌خوزه تحصیل کرد؛ از ۱۹۷۳ تا ۱۹۷۶ در دانشگاه کالیفرنیا، برکلی؛ و از ۱۹۷۶ تا ۱۹۸۶ در مؤسسه هنری کالا. استادان لامار در برکلی از هنر بازنمایانهٔ او حمایت نمی‌کردند. او در زمان اشغال آلکاتراز در سن‌خوزه دانشجو بود و از این جنبش حمایت کرد. سپس به گروهی از هنرمندان پیوست که علیه تبعیض اعتراض می‌کردند. اعتصاب جهان سوم در سال ۱۹۶۹ در برکلی و همچنین هنرمندان چیکانو مانند استر هرناندز و مالاکیاس مونتویا بر آثار او تأثیر گذاشتند.

## زندگی حرفه‌ای

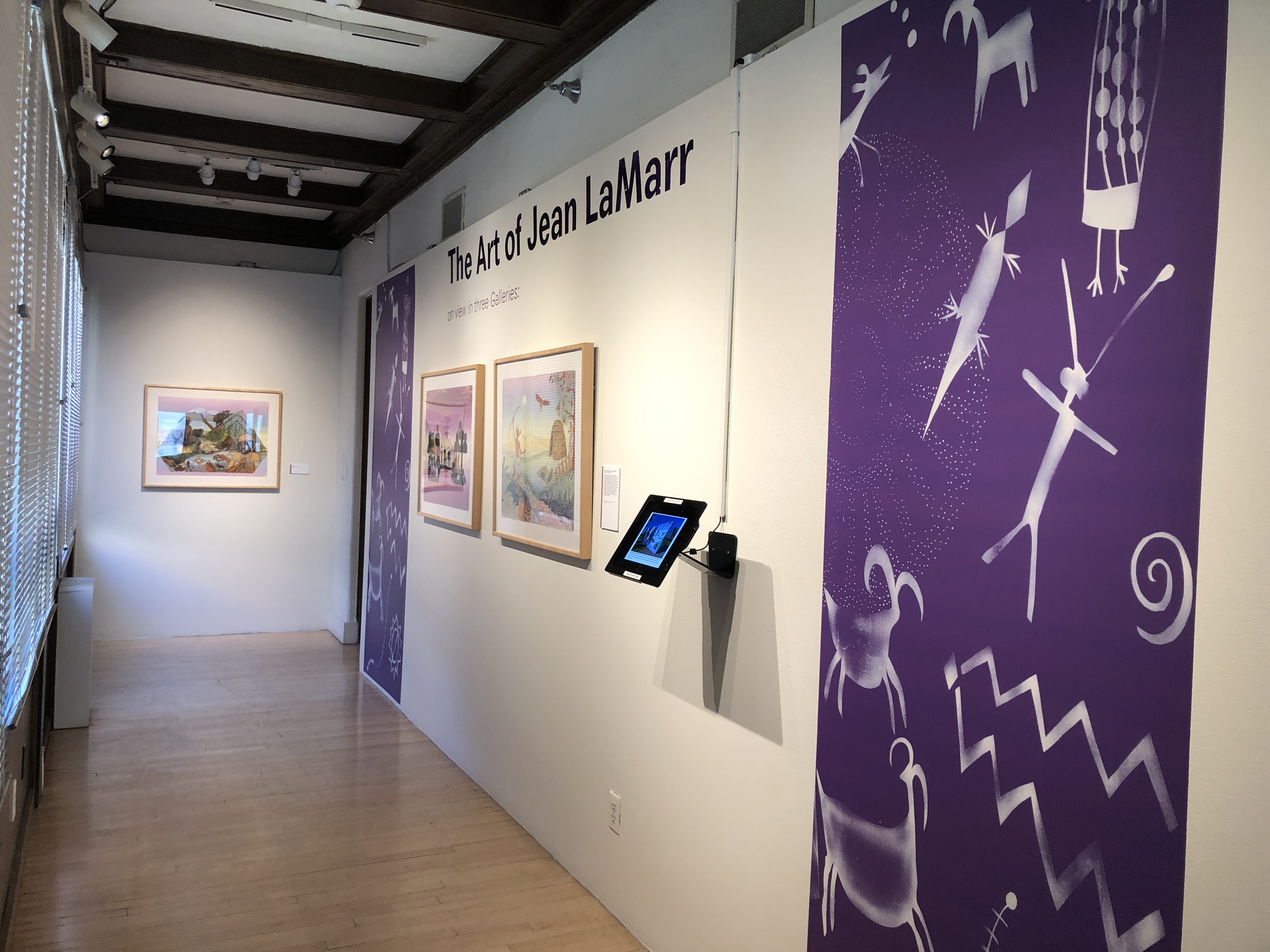
ورودی نمایشگاه مروری بر آثار ژان لامار در موزه هنر معاصر سرخ‌پوستان

بین سال‌های ۱۹۷۳ تا ۱۹۹۰، او در مؤسساتی چون کالج مارین، دانشگاه ایالتی سان‌فرانسیسکو، کالج هنر و صنایع دستی کالیفرنیا، کالج جامعه‌محور لاسن، مرکز اصلاحی کالیفرنیا و مؤسسه هنرهای سرخ‌پوستان آمریکا تدریس کرد. او به‌عنوان یک نقاش دیواری فعال شناخته می‌شود و همچنین برای چاپ‌هایش نیز شناخته‌شده است. او جذب ویژگی دموکراتیک این دو رسانه شده و گفته است: «من باور دارم که هنر برای همه است. هنر نباید فقط برای موزه‌ها یا ثروتمندان باشد، باید برای همه باشد و در خانهٔ همه حضور داشته باشد. به همین دلیل شروع به کشیدن نقاشی‌های دیواری کردم. همچنین به همین دلیل وارد چاپ شدم، چون راهی بود برای گردهم‌آوردن ذهن‌ها، راهی برای آگاهی‌بخشی دربارهٔ آنچه با زمین، حقوق سرخ‌پوستان، و زن سرخ‌پوست در حال رخ دادن است.»
کیوریتور جن ریندفلایش دربارهٔ لامار می‌نویسد: «ژان لامار چهار دهه است که به جوامع قبیله‌ای احترام گذاشته و از آن‌ها حمایت کرده است. از طراحی چهرهٔ جوانان بومی در دهه ۱۹۶۰ تا خلق مجموعه‌ای تأثیرگذار از پوسترهای رقص خرس در سال‌های بعد، روایت تصویری او در برابر حذف دیرپای حضور بومی ایستادگی می‌کند. او اغلب بر زنان تمرکز کرده و تاریخ و بقا آنان را گرامی داشته و مستند کرده است.»
لامار بنیان‌گذار «کارگاه گرافیک سرخ‌پوستان آمریکا» است.
در سال ۲۰۲۲، انجمن چاپگران کالیفرنیا از سهم لامار در حوزهٔ چاپ هنری زیبا با اعطای عضویت افتخاری مادام‌العمر تقدیر کرد.
در سال ۲۰۲۲، موزه هنر نوادا نمایشگاه هنر ژان لامار را با بیش از ۶۰ اثر از او برگزار کرد. این نمایشگاه به موزه هنر بوایس در آیداهو و موزه هنر معاصر سرخ‌پوستان (IAIA) در سانتافه، نیومکزیکو نیز سفر کرد. این نمایشگاه شامل چاپ‌ها، آثار چندرسانه‌ای، نقاشی‌ها و مجسمه‌هایی بود که بسیاری از آن‌ها به زنان سرخ‌پوست و کلیشه‌های فرهنگی می‌پرداختند. آثار او به نقد بازنمایی‌های نژادپرستانه از مردم بومی، به‌ویژه زنان، می‌پردازد و همچنین به میراث استعمار و مسائل عدالت زیست‌محیطی اشاره دارد. دبرا هری (از قبیله کوویو توکادو نِمو در دریاچه پایرامید) که استاد مطالعات بومی در دانشگاه نوادا نیز هست، دربارهٔ آثار این نمایشگاه نوشته است: «ژان لامار از جایگاهی آکنده از غرور شدید نسبت به بومی‌بودنش سخن می‌گوید و آمادگی دارد با حذف و نژادپرستی ساختاری که مردم بومی در زندگی خود با آن مواجه‌اند مقابله کند. آثار او حاوی نقدهای تیز سیاسی است، اما در عین حال لطافت و زیبایی فرهنگ‌های ما، به‌ویژه فرهنگ زنان بومی را نیز منتقل می‌کند.»

## زندگی شخصی
لامار با دی‌روی «اسپنس» اسپنسر (ناواهو، ۱۹۴۵–۲۰۱۵)، کهنه‌سرباز جنگ ویتنام و طراح، ازدواج کرد. این زوج یک پسر دارند.
پس از درگذشت اسپنسر در سال ۲۰۱۵، او با ملت ناواهو دربارهٔ محل دفن همسرش وارد دعوای حقوقی شد که نتیجه‌ای نداشت. ملت ناواهو حکم کرد که او باید در آریزونا، در جامعه‌ای که در آن زاده شده بود، به خاک سپرده شود؛ اما لامار استدلال کرد که او مایل بوده در جامعه سوزانویل، محل زندگی مشترکشان، دفن شود.

## آثار

### چاپ‌ها
- جایگاه‌های مقدسی که در آن‌ها نیایش می‌کنیم، چاپ فتو-اچینگ، ۱۹۹۰[۱۴]
- ۵۰۰ سال مقاومت: از دریچه چشمان زنان، سیلک‌اسکرین، ۱۹۹۲، چاپ‌شده همراه با رنه کاسترو در «میشن گرافیکا»[۱۵]